# Airat Khamatov
Airat Kasymovitch Khamatov (en russe : Айра́т Касы́мович Хама́тов) est un boxeur soviétique né le 2 février 1965 à Kazan en RSFS de Russie.

## Carrière
Champion du monde à Moscou en 1989 dans la catégorie poids plumes, sa carrière amateur est également marquée par un titre européen remporté à Göteborg en 1991 en poids légers.